# شریعت‌کلا کریم‌کلا
شریعت کلاکریم کلا، روستایی است از توابع بخش لاله‌آباد شهرستان بابل در استان مازندران ایران.

## جمعیت
این روستا در دهستان کاری‌پی قرار دارد و براساس سرشماری مرکز آمار ایران در سال ۱۳۸۵، جمعیت آن ۳۸۲ نفر (۹۶خانوار) بوده‌است.